# Heiße Zelle

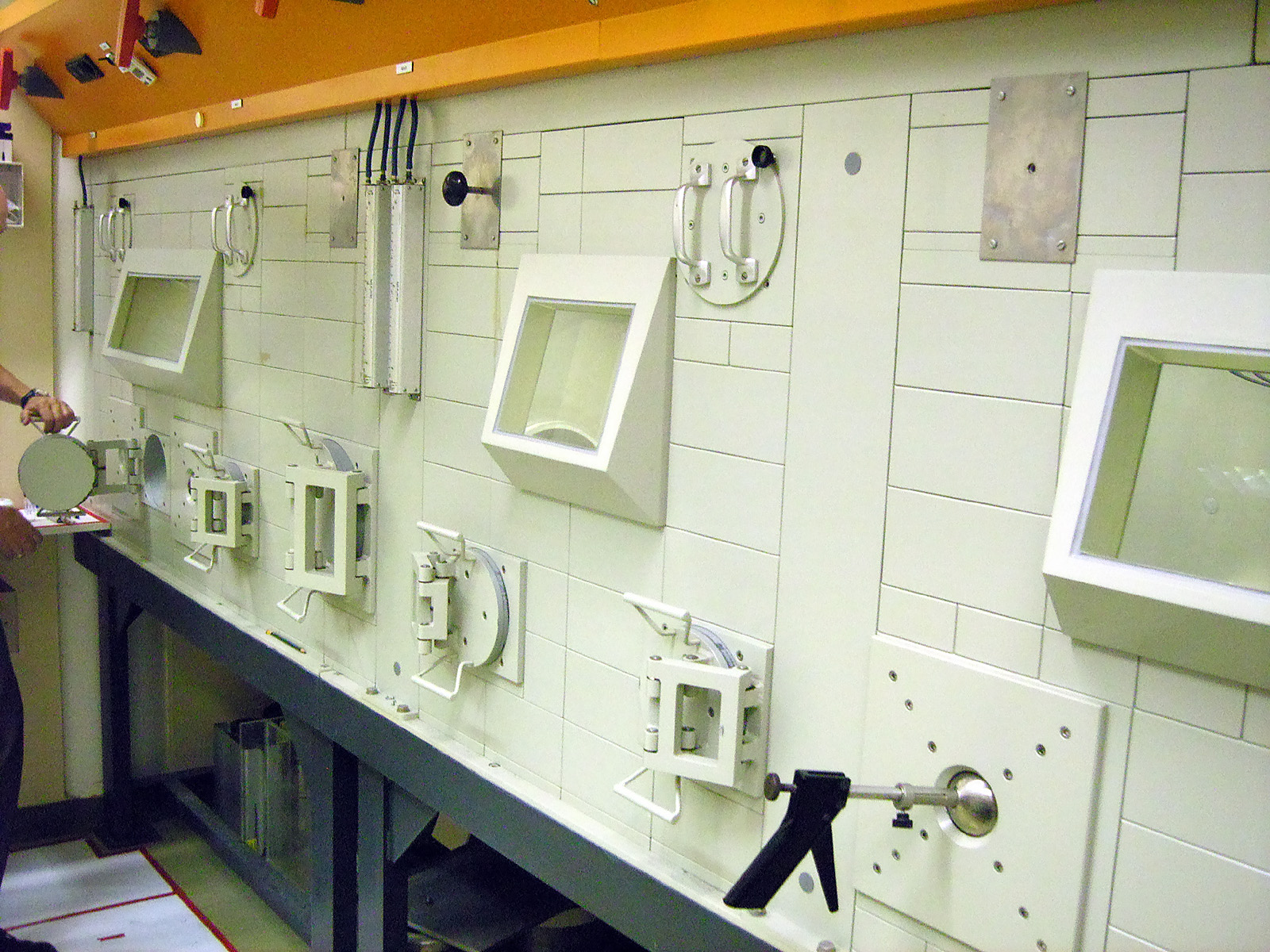
Heiße Zelle in der Nuklearmedizin an der Universität Heidelberg. Aufnahme von 2009.

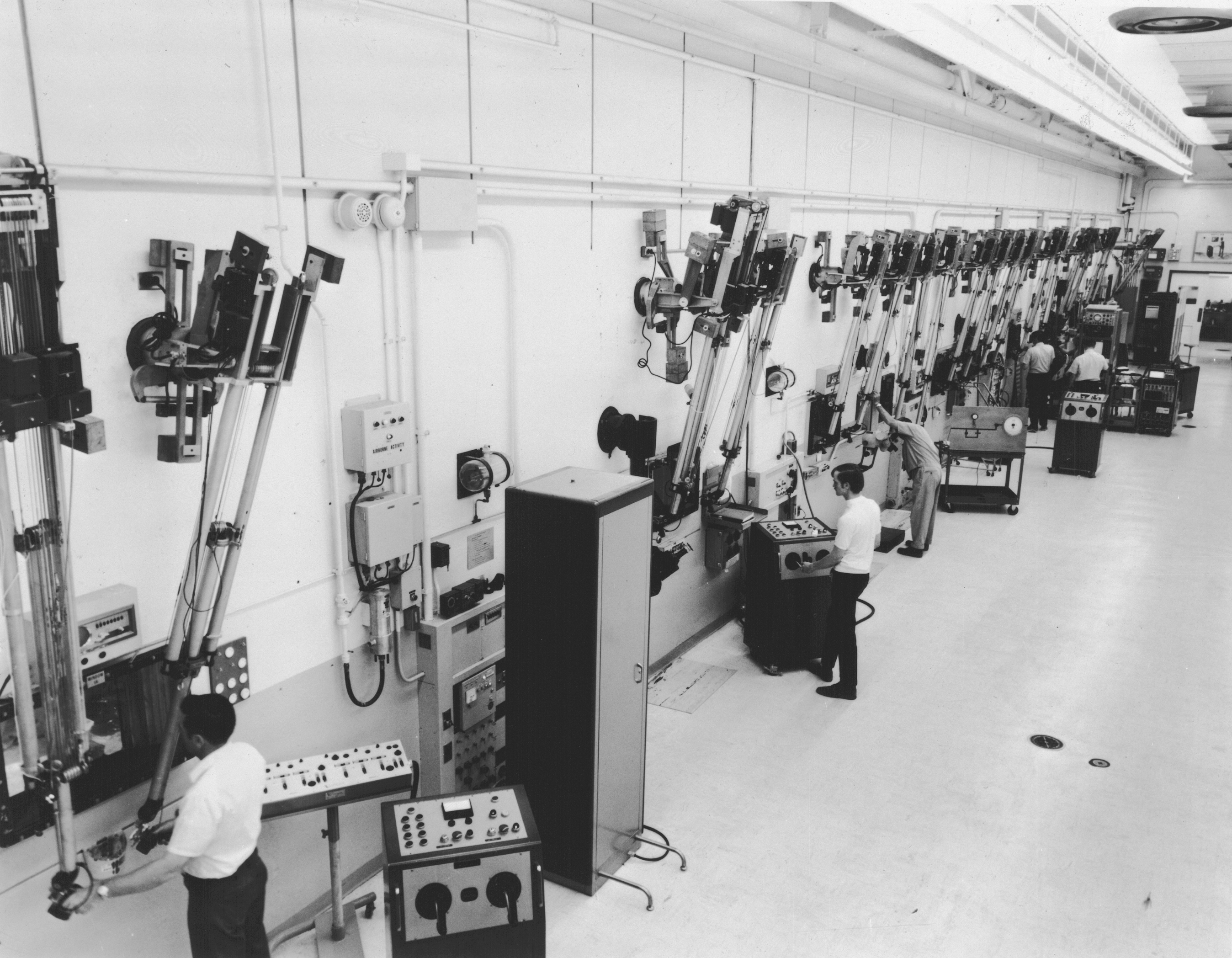
Heiße Zellen am Glenn Research Center der NASA in den späten 1960er Jahren. Man spricht auch von einer „Heiße-Zellen-Galerie“.

Eine Heiße Zelle (englisch hot cell) ist ein stark abgeschirmter Raum zur Handhabung und kurzfristigen Lagerung von radioaktiven Substanzen.

## Aufbau
Die Abschirmung besteht meist aus zentimeterdicken Bleiblöcken, um z. B. Gammastrahlung, abzuschirmen. Andere ionisierende Strahlung wird durch dicke Betonwände, Stahl usw. abgeschirmt. Um den Austritt von radioaktiven Gasen oder Stäuben zu verhindern, sind Heiße Zellen zudem gasdicht. 
In Deutschland regelt die DIN 25407, wie Heiße Zellen auszulegen sind.

## Heiße Chemie
Zur chemischen Handhabung der Radionuklide – auch bekannt als "Heiße Chemie" – werden meist fernbediente Manipulatoren verwendet, siehe die Abbildung. Letztere ermöglichen dem Arbeiter oder Wissenschaftlicher die Arbeit mit einer "verlängerten Hand" zu den Laborgegenständen im radioaktiven Teil. Die Geräte sind auch als Master-Slave-Manipulatoren bekannt, da die Bedienung vom geschützten Bereich erfolgt. Lediglich bei schwächer radioaktiven Materialien kommen auch mit Blei oder Wolfram geschützte Handschuhe (vgl. Handschuhkasten) zum Einsatz. Dicke Bleiglasfenster oder innerhalb der Heißen Zellen installierte Kamerasysteme ermöglichen die Beobachtung der Tätigkeiten innerhalb der Heißen Zelle.
Heiße Zellen werden unter anderem in der Nuklearforschung (Radiochemie oder Kernchemie) und in Nuklearanlagen, z. B. bei der Wiederaufarbeitung von Kernbrennstoffen verwendet. Ebenso finden sich Anwendungen in der Nuklearmedizin.
Große Forschungseinrichtungen wie z. B. das US-amerikanische Argonne National Laboratory (ANL) oder das Britische Atomic Energy Research Establishment (AERE) sind oder waren für ihre heißen Labore bekannt. 